# Atletica leggera ai Giochi della XVI Olimpiade - 200 metri piani femminili

Video della Finale (film ufficiale dei Giochi)

La competizione dei 200 metri piani femminili di atletica leggera ai Giochi della XVI Olimpiade si è disputata nei giorni 29 e 30 novembre 1956 al Melbourne Cricket Ground.

## L'eccellenza mondiale
| Campionessa olimpica 1952 | 23"7        | Marjorie Jackson | Ritir. 1954 |
| Campionessa europea 1954  | 24"3        | Maria Itkina     | Assente     |
| Primatista mondiale       | 23"2 (1956) | Betty Cuthbert   | Presente    |
| Vincitrice selezioni USA  | 24"2        | Mae Faggs        | Presente    |

Due mesi prima delle Olimpiadi la diciottenne Betty Cuthbert si è impossessata del record del mondo con 23"2, presentandosi così ai Giochi nel ruolo di grande favorita.

## La gara
La Cuthbert mostra quello che è in grado di fare correndo la sua batteria in 23"5, a un solo decimo dal record olimpico.

Domina la propria semifinale in 23"6 distaccando di tre decimi la tedesca Christina Stubnick; l'altra semifinale è appannaggio di June Paul in 24"2.

In finale la Cuthbert parte bene: all'uscita della curva ha già un metro di vantaggio; continua a spingere e vince eguagliando il record olimpico.
Il margine di vantaggio sulla medaglia d'argento (ancora la tedesca Stubnick) è di 3 decimi.

## Risultati

### Turni eliminatori
| 6 Batterie   | 29 novembre | 30 partenti   | Si qualificano le prime 2. |
| 2 Semifinali | 29 novembre | 6 + 6         | Si qualificano le prime 3. |
| Finale       | 30 novembre | 6 concorrenti |                            |

### Batterie
| Pos. | Atleta         | Nazione     | Tempo Ufficiale | Tempo Ufficioso |
| ---- | -------------- | ----------- | --------------- | --------------- |
| 1    | Betty Cuthbert | Australia   | 23"5            | 23"60           |
| 2    | Mae Faggs      | Stati Uniti | 24"9            | 24"99           |
| 3    | Diane Matheson | Canada      | 25"7            | 25"86           |
| 4    | Mary Klass     | Singapore   | 26"3            | 26"37           |
| 5    | Maeve Kyle     | Irlanda     | 26"4            | 26"57           |

| Pos. | Atleta           | Nazione          | Tempo Ufficiale | Tempo Ufficioso |
| ---- | ---------------- | ---------------- | --------------- | --------------- |
| 1    | Marija Itkina    | Unione Sovietica | 24"1            | 24"31           |
| 2    | Gisela Köhler    | Germania         | 24"4            | 24"53           |
| 3    | Wilma Rudolph    | Stati Uniti      | 24"6            | 24"83           |
| 4    | Genowefa Minicka | Polonia          | 25"0            | 25"19           |

| Pos. | Atleta           | Nazione     | Tempo Ufficiale | Tempo Ufficioso |
| ---- | ---------------- | ----------- | --------------- | --------------- |
| 1    | Christa Stubnick | Germania    | 24"5            | 24"58           |
| 2    | Norma Croker     | Australia   | 24"9            | 25"10           |
| 3    | Giuseppina Leone | Italia      | 25"6            | 25"77           |
| 4    | Meredith Ellis   | Stati Uniti | 26"3            | 26"46           |

| Pos. | Atleta              | Nazione           | Tempo Ufficiale | Tempo Ufficioso |
| ---- | ------------------- | ----------------- | --------------- | --------------- |
| 1    | June Foulds-Paul    | Gran Bretagna     | 23"8            | 24"00           |
| 2    | Vera Jugova         | Unione Sovietica  | 24"9            | 25"13           |
| 3    | Letizia Bertoni     | Italia            | 25"2            | 25"33           |
| 4    | Claudette Masdammer | Guyana britannica | 25"4            | 25"73           |

| Pos. | Atleta           | Nazione          | Tempo Ufficiale | Tempo Ufficioso |
| ---- | ---------------- | ---------------- | --------------- | --------------- |
| 1    | Heather Armitage | Gran Bretagna    | 24"8            | 24"87           |
| 2    | Barbara Lerczak  | Polonia          | 24"8            | 24"99           |
| 3    | Simone Henry     | Francia          | 25"0            | 25"13           |
| 4    | Eleanor Haslam   | Canada           | 25"3            | 25"27           |
| 5    | Olga Košeleva    | Unione Sovietica | 25"3            | 25"48           |

| Pos. | Atleta            | Nazione       | Tempo Ufficiale | Tempo Ufficioso |
| ---- | ----------------- | ------------- | --------------- | --------------- |
| 1    | Marlene Matthews  | Australia     | 24"0            | 24"16           |
| 2    | Jean Scrivens     | Gran Bretagna | 24"3            | 24"27           |
| 3    | Inge Fuhrmann     | Germania      | 24"7            | 25"05           |
| 4    | Micheline Fluchot | Francia       | 24"9            | 25"12           |
| 5    | Maureen Rever     | Canada        | 26"1            | 26"17           |

### Semifinali
| Pos. | Atleta           | Nazione          | Tempo Ufficiale | Tempo Ufficioso |
| ---- | ---------------- | ---------------- | --------------- | --------------- |
| 1    | Betty Cuthbert   | Australia        | 23"6            | 23"75           |
| 2    | Christa Stubnick | Germania         | 23"9            | 24"17           |
| 3    | Norma Croker     | Australia        | 24"3            | 24"41           |
| 4    | Marija Itkina    | Unione Sovietica | 24"3            | 24"42           |
| 5    | Jean Scrivens    | Gran Bretagna    | 24"4            | 24"66           |
| 6    | Barbara Lerczak  | Polonia          | 25"2            | 25"12           |

| Pos. | Atleta           | Nazione          | Tempo Ufficiale | Tempo Ufficioso |
| ---- | ---------------- | ---------------- | --------------- | --------------- |
| 1    | June Foulds-Paul | Gran Bretagna    | 24"2            | 24"36           |
| 2    | Marlene Matthews | Australia        | 24"3            | 24"42           |
| 3    | Gisela Köhler    | Germania         | 24"3            | 24"48           |
| 4    | Heather Armitage | Gran Bretagna    | 24"7            | 24"78           |
| 5    | Mae Faggs        | Stati Uniti      | 24"8            | 25"06           |
| 6    | Vera Jugova      | Unione Sovietica | 24"9            | 25"12           |

### Finale
| Pos.    | Corsia | Atleta           | Età | Nazione       | Tempo Ufficiale | Tempo Ufficioso |
| ------- | ------ | ---------------- | --- | ------------- | --------------- | --------------- |
| Oro     | 5      | Betty Cuthbert   | 18  | Australia     | 23"4            | 23"55           |
| Argento | 6      | Christa Stubnick | 22  | Germania      | 23"7            | 23"89           |
| Bronzo  | 1      | Marlene Matthews | 22  | Australia     | 23,8            | 24"10           |
| 4       | 3      | Norma Croker     | 22  | Australia     | 24"0            | 24"22           |
| 5       | 2      | June Foulds-Paul | 22  | Gran Bretagna | 24"3            | 24"30           |
| 6       | 4      | Gisela Köhler    | 24  | Germania      | 24"3            | 24"68           |

È curioso notare come l'ordine di classifica dei 200 metri sia identico a quello dei 100 metri.

La sedicenne americana Wilma Rudolph viene eliminata in batteria. Le andrà meglio nella Staffetta 4x100, dove coglierà la prima medaglia di una carriera che vivrà i suoi fasti a Roma 1960.